# Erannis albescens
Erannis albescens är en fjärilsart som beskrevs av Karl Schawerda. Erannis albescens ingår i släktet Erannis och familjen mätare. Inga underarter finns listade i Catalogue of Life.